# ハツコイと太陽
『ハツコイと太陽』は、木下ほのかによる日本の漫画作品。『りぼん』（集英社）2018年9月号から2021年9月号まで連載された。

## あらすじ
小学6年生の小春子は、恋を知らないピュアっ子。サバサバした性格で男子にも負けず劣らず。
そんな小春子は、ひょんなことから出席番号が近い一条と話すようになる。一条の優しく心強い性格に小春子は惹かれ、一条を好きになる。
クラスメイト、秋葉は小春子を好きで、三角関係になったり、一条とも気まずくなったりするが、平穏な日々が過ぎて修学旅行を迎える。
修学旅行でライバルと出会い、一条への思いを改めて感じて告白するが、「付きあうということがわからない」とフラれてしまう。
それでも小春子は諦めずに努力を続け、ついに2人はカレカノに♡
それから初キス、初デート、初お泊まりなど順調に愛を育んでゆく。
そんなとき、一条と中学校が離れてしまうことが発覚。小春子は落ち込むが、一条は
「俺小春子以外と一生付き合うつもりないから」
とプロポーズまがいの発言をし、2人は改めて愛を確認した。

## 登場人物
声はりぼんチャンネルのまんが動画/撮り下ろしボイスドラマの担当声優。
泉小春子（いずみ こはるこ）
声 - 相馬弥憂（2019年）→朝森千菜津（現・竹中千菜津）（2019年 - 2020年）→ 丸山美紀（2020年 - 2021年）/ 田中美海
あかり小学校の6年生。男まさりな性格で、恋愛には興味ナシ。
一条蒼（いちじょう あお）
声 - 松苗秀樹（2019年 - 2021年） / 斉藤壮馬
あかり小学校の6年生。小春子と同じクラス。小春子の好きな人。クールだけど優しい性格。イケメンで、女子から大人気。
秋葉ヒロ（あきば ヒロ）
声 - 林祐人（2019年）→汐乃達矢（2020年 - 2021年）
あかり小学校の6年生。小春子と同じクラス。小春子に何かとちょっかいを出す。小春子のことが好きだったが、告白せず失恋。
宮本たまお（みやもと たまお）
声 - 和仁美里（2020年）→たかしたみか（2020年 - 2021年）
あかり小学校の6年生。小春子と同じクラス。片思い同盟を小春子とさおりと組んでいて、同じクラスの高橋君のことが好き。
吉田紗由梨（よしだ さゆり）
声 - 勝又綾嘩（2020年）→長谷川りく（2020年 - 2021年）
あかり小学校の6年生。小春子と同じクラス。片思い同盟を小春子とたまおと組んでいて、同じクラスの秋葉のことが好き。
高橋美幸（たかはし みゆき）
声 - 比上孝浩（2020年）→笹尾健太（2020年 - 2021年）
あかり小学校の6年生。小春子と同じクラス。たまおの好きな人。他の男子より大人びている。
秋葉モモ（あきば モモ）
声 - 山根舞（2019年 - 2021年）
あかり小学校の3年生。秋葉ヒロの妹。秋葉家唯一の女の子なので可愛がられているが、お下がりは男モノ。小春子を慕っている。
瀬戸姫花（せと ひめか）
声 - 山根舞（2019年）→來栖令奈（2021年）
あかり小学校の6年生。小春子と違うクラスで、2組にいる。一条ガールズというグループのリーダー。一条のことが好き。
一条瑠璃（いちじょう るり）
声 - 成島舞（2021年 - 2021年）
一条蒼の姉。大学生。
五十嵐凛（いがらし りん）
桜星音の元カレ。中学生。
桜星音（さくら しのん）
声 - 水瀬真知（2020年 - 2021年）
小春子のクラスにやって来た転校生｡いじめられていた過去がある。
ひろみん / 平野先生
声 - なるみ（2019年 - 2021年）
小春子のクラス6年1組の担任。

## 書誌情報
- 木下ほのか 『ハツコイと太陽』 集英社 〈りぼんマスコットコミックス〉、全9巻
  1. 2018年12月25日発売[4][5]、ISBN 978-4-08-867528-2
  2. 2019年3月25日発売[6]、ISBN 978-4-08-867544-2
  3. 2019年8月23日発売[7]、ISBN 978-4-08-867559-6
  4. 2020年1月24日発売[8]、ISBN 978-4-08-867574-9
  5. 2020年5月25日発売[9]、ISBN 978-4-08-867586-2
  6. 2020年9月25日発売[10]、ISBN 978-4-08-867598-5
  7. 2021年1月25日発売[11]、ISBN 978-4-08-867611-1
  8. 2021年5月25日発売[12]、ISBN 978-4-08-867618-0
  9. 2021年9月24日発売[13]、ISBN 978-4-08-867635-7